# 소심한 오빠들
소심한 오빠들은 대한민국의 2인조 남성 듀오이다.

## 음반 목록
정규
- 2012: 《Acoustic Collection》
- 2014: 《넌.좋.될》
- 2015: 《배달해 줄게》

EP
- 2012: 《그대를 바라보면》
- 2012: 《나홀로 집에》
- 2013: 《Ma Baby》
- 2013: 《여.친.생》
- 2013: 《사랑한다고 말해》
- 2013: 《감성변태》
- 2013: 《막장이야기》
- 2014: 《비오는 날엔》
- 2014: 《허리케인》
- 2014: 《복고풍이얌》
- 2014: 《이별맛집》
- 2015: 《혼자가 익숙해》

싱글
- 2012: 멘탈붕괴
- 2013: 알엔비
- 2013: 뽀뽀뽀
- 2013: 우리 결혼해요
- 2013: 치맥송
- 2014: 구름 위를 걷다
- 2014: 촌에서 온 그대
- 2014: Shining Star